# ويلينغتون (لاعب كرة قدم مواليد 1993)
ويلينغتون هو لاعب كرة قدم برازيلي في مركز الوسط، ولد في 21 ديسمبر 1993 في ريسيفي في البرازيل. لعب مع نادي سانتا كروز.

## وصلات خارجية
- ويلينغتون (لاعب كرة قدم مواليد 1993) على موقع قاعدة بيانات كرة القدم.إي يو (الإنجليزية)
- ويلينغتون (لاعب كرة قدم مواليد 1993) على موقع Soccerway.com (الإنجليزية)